# 基爾皮利河
基爾皮利河是俄羅斯的河流，位於克拉斯諾達爾邊疆區內，河道全長202公里，河水來自雨水和地下水，沿河有超過100個池塘用作灌漑和養魚，河畔城鎮有季馬紹夫斯克。